# Genethliakon
Das Genethliakon (von griechisch γενέθλιος „die Geburt betreffend“, zu γενεά „Geburt, Herkunft“) ist eine Gedichtform der Antike, die der hellenistischen Zeit entstammt. Sie feiert die Geburt eines Kindes sowie später auch den Geburtstag.
Ein Genethliakon ist in freier Versform verfasst und nimmt unter Einsatz vieler rhetorischer Stilmittel Bezug auf die antike Mythologie. Aus der griechischen Lyrik wurde es in die römische Literatur übernommen und zu einer eigenständigen Größe entwickelt. Überliefert sind Tibulls Genethliaka auf die Geburtstage der Freunde Messalla (1,7) und Cornutus (2,2) sowie Pseudo-Tibull (4,2) zum Geburtstag der Dichterin Sulpicia, Properz (3,10), Ovids Gedichte auf seinen eigenen Geburtstag (Tristien 3,13) und den seiner Frau (Tristien 5,5), ferner Genethliaka von Statius (Silvae II,7 und IV,7 und 8) und Ausonius (epist. 21) aus dem 4. Jahrhundert. Vergleichbare Motive nutzten Persius (sat. 2) und Martial (Epigramme 7,21-23). „Die römischen carmina natalicia sind zu Vorbildern der Geburtstagsgedichte aller europäischen Literaturen geworden.“
Die antike Rhetorik benannte daneben als logos genethliakos die Festrede zur Geburtstagsfeier.
Auch akademische Festschriften (besonders für Altertumswissenschaftler) werden hin und wieder als Genethliakon bezeichnet.